# Kalkburg
Die Kalkburg ist eine abgegangene Höhenburg bei Hörden am Harz  im Landkreis Göttingen in Niedersachsen.

## Lage
Der Burgstall liegt etwa 1,1 km nordöstlich von Hörden, etwa 3,5 km nordwestlich von Herzberg am Harz und etwa 300 m südwestlich der kleinen Siedlung Aschenhütte, auf dem 244 m hohen Hausberg, unweit der Stelle, wo die Kleine Steinau in die Sieber mündet. Heute erinnert nur noch der Rest eines Ringwalls mit etwa 80 m Durchmesser an die Kalkburg. An der Ostseite sind Teile des Ringwalls durch einen Steinbruch abgetragen worden. Die Bergkuppe ist mit Buchen bewaldet.
Etwa 150 m nördlich der Kalkburg befindet sich der Aschenhütter Teich, auch Schwarzer Pfuhl genannt.

## Geschichte
Die Kalkburg wurde von Herzog Wilhelm II. zu Braunschweig-Lüneburg errichtet und erstmals im Jahr 1337 als Nyge Hos (Neues Haus) urkundlich erwähnt. Da sie nach 1359 nicht mehr erwähnt wurde, wurde sie wohl bald wieder zugunsten des Schlosses Herzberg aufgegeben.